# Gnidia galpinii
Gnidia galpinii är en tibastväxtart som beskrevs av Charles Henry Wright. Gnidia galpinii ingår i släktet Gnidia och familjen tibastväxter. Inga underarter finns listade i Catalogue of Life.